# Rosalind Cash
Pour les articles homonymes, voir Cash.
Rosalind Cash est une actrice américaine, née le 31 décembre 1938 à Atlantic City (New Jersey), morte le 31 octobre 1995 à Los Angeles (Californie).

## Biographie
Au théâtre, Rosalind Cash débute à Broadway (New York) dans une pièce représentée en 1966. Suivent douze autres pièces Off-Broadway, entre 1967 et 1980, dont Le Roi Lear de William Shakespeare (1973, avec James Earl Jones dans le rôle-titre).
Au cinéma, ses deux premiers films sont Klute d'Alan J. Pakula (avec Jane Fonda et Donald Sutherland) et Le Survivant de Boris Sagal (avec Charlton Heston et Anthony Zerbe), sortis en 1971. Elle contribue jusqu'en 1995 à dix-huit autres films américains, dont Les flics ne dorment pas la nuit de Richard Fleischer (1972, avec George C. Scott et Stacy Keach) et Meurtres en direct de Richard Brooks (1982, avec Sean Connery et George Grizzard). Signalons également un film britannique de 1979.
À la télévision, Rosalind Cash apparaît dans trente-sept séries de 1974 à 1995, dont Starsky et Hutch (un épisode, 1977), Les Craquantes (un épisode, 1988) et Hôpital central (1994-1995). Notons aussi la diffusion en 1974, dans le cadre d'une série consacrée au théâtre, de la pièce Le Roi Lear précitée.
S'y ajoutent douze téléfilms à partir de 1975, dont Guyana Tragedy: The Story of Jim Jones de William A. Graham (1980, avec Powers Boothe et Ned Beatty). Le dernier est diffusé en 1996, année suivant sa mort prématurée d'un cancer (en 1995, à 56 ans).

## Théâtre

### Broadway
- 1966 : The Wayward Stork d'Harry Tugend, costumes d'Ann Roth : Mme Hoyt

### Off-Broadway
- 1967 : To Bury a Cousin de Gus Weill : Lita
- 1968 : Le Chant du fantoche lusitanien (Song of the Lusitanian Bogey) de Peter Weiss, adaptation de Lee Baxandall
- 1968 : La Récolte de Kongi (Kongi's Harvest) de Wole Soyinka : Ogbo Aweri / Segi
- 1968 : Daddy Goodness de Louis Sapin et Richard Wright : Fanny
- 1968 : « God Is a (Guess What?) » de Ray McIver : la troisième apparition extraordinaire
- 1969 : Ceremonies in Dark Old Men de Lonne Elder III : Adele Eloise Parker
- 1969 : Malcochon de Derek Walcott : Conteur
- 1969 : Man Better Man d'Errol Hill : Inez Briscoe
- 1969-1970 : The Harangues de Joseph A. Walker : Ayo
- 1971 : Charlie Was Here and Now He's Gone de Dennis Turner
- 1973 : Le Roi Lear (King Lear) de William Shakespeare, costumes de Theoni V. Aldredge : Goneril
- 1980 : The Sixteenth Round de Samm-Art Williams : Marsh Lacewell

## Filmographie partielle

### Cinéma
(films américains, sauf mention contraire)
- 1971 : Klute d'Alan J. Pakula : Pat
- 1971 : Le Survivant (The Omega Man) de Boris Sagal : Lisa
- 1972 : Requiem pour des gangsters (Hickey & Boggs) de Robert Culp : Nyona
- 1972 : Les flics ne dorment pas la nuit (The New Centurions) de Richard Fleischer : Lorrie
- 1974 : Amazing Grace de Stan Lathan : Creola Waters
- 1974 : Uptown Saturday Night de Sidney Poitier : Sarah Jackson
- 1978 : L'École ras-le-bol (The Class of Miss MacMichael) de Silvio Narizzano (film britannique) : Una Ferra
- 1982 : Meurtres en direct (Wrong Is Right) de Richard Brooks : Mme Ford
- 1984 : Les Aventures de Buckaroo Banzaï à travers la 8e dimension (The Adventures of Buckaroo Banzai Across the 8th Dimension) de W. D. Richter : John Emdall
- 1984 : Go Tell It on the Mountain de Stan Lathan : Tante Florence
- 1987 : Nuits sanglantes (The Offspring) de Jeff Burr : la femme-serpent
- 1989 : Death Spa : Sgt. Stone
- 1992 : The Second Coming de Blair Underwood (court métrage)

### Télévision
Séries
- 1977 : Kojak, première série
  - Saison 4, épisode 15 Le Filleul (The Godson) de Russ Mayberry : Mme Moore
- 1977 : Sergent Anderson (Police Woman)
  - Saison 3, épisode 17 L'Ombre d'un doute (Shadow of a Doubt) d'Alf Kjellin
- 1977 : Starsky et Hutch (Starsky & Hutch)
  - Saison 3, épisode 4 Un gros chagrin (The Crying Child) : Sergent Sheila Peterson
- 1984 : Le Juge et le Pilote (Hardcastle and McCormick)
  - Saison 1, épisode 20 La Chasse à l'homme (The Homecoming, Part II) : Connie Meadows
- 1985 : Riptide
  - Saison 2, épisode 15 Les Copains de Bozz (Boz Busters) : Capitaine de police
- 1985 : Capitaine Furillo (Hill Street Blues)
  - Saison 6, épisode 2 Hacked to Pieces : Leona Cleveland
- 1986 : K 2000 (Knight Rider)
  - Saison 4, épisode 22 Knight et le Vaudou (Voo Doo Knight) : Harana
- 1987 : Cagney et Lacey (Cagney & Lacey)
  - Saison 6, épisode 11 Cost of Living d'Al Waxman : Juge Thomas
- 1987 : Les Routes du paradis (Highway to Heaven)
  - Saison 3, épisode 15 Les Chansons (A Song of Songs) de Michael Landon : Ellie Livingston
- 1987 : La Loi de Los Angeles (L.A. Law)
  - Saison 2, épisode 6 Hors service (Auld L'Anxiety) : Nonnie Sweet
- 1987-1989 : Génération Pub (Thirtysomething)
  - Saison 1, épisode 8 Weaning (1987) de John Pasquin : Val Shilladay
  - Saison 2, épisode 1 We'll Meet Again (1988) et épisode 14 New Job (1989) : Val Shilladay
- 1988 : Les Craquantes (The Golden Girls)
  - Saison 3, épisode 23 Devine qui j'épouse ? (Mixed Blessing) : Lorraine Wagner Zbornak
- 1989 : Sacrée Famille (Family Ties)
  - Saison 7, épisodes 17 et 18 All in the Neighborhood, Parts I & II : Maya Thompson
- 1989 : Falcon Crest
  - Saison 9, épisode 5 Soul Sacrifice de Jerome Courtland : Juge Nora Milbourn
- 1990 : Sois prof et tais-toi! (Head of the Class)
  - Saison 5, épisode 7 Billy's Big One : Dr Hayes
- 1991 : Côte Ouest (Knots Landing)
  - Saison 12, épisode 18 Appelle-moi Dimitri (Call Me Dimitri) et épisode 21 Les Chemins de la réussite (Good Upwardly Mobile) : Témoin
- 1992 : Tequila et Bonetti (Tequila and Bonetti)
  - Saison unique, épisode 2 Un révérend très spécial (Teach Your Children) de James Whitmore Jr. : Violet
- 1993 : Le Prince de Bel-Air (The Fresh Prince of Bel-Air)
  - Saison 3, épisode 24 Le Diplôme de fin d'études (Six Degrees of Graduation) : Mme Bassin
- 1993 : Loïs et Clark : Les Nouvelles Aventures de Superman (Lois & Clark: The New Adventures of Superman)
  - Saison 1, épisode 10 Chaleur sur la ville (The Man of Steel Bars) de Robert Butler : Juge Angela Diggs
- 1994-1995 : Hôpital central (General Hospital), épisodes non-spécifiés : Mary Mae Ward

Téléfilms
- 1975 : Ceremonies in Dark Old Men de Michael Schultz : Adele
- 1977 : A Killing Affair de Richard C. Sarafian : Beverly York
- 1980 : Guyana Tragedy: The Story of Jim Jones de William A. Graham : Jenny Hammond
- 1982 : Sister, Sister de John Berry : Freida Lovejoy Burton
- 1983 : Special Bulletin d'Edward Zwick : Frieda Barton

## Prix et distinctions
- Black American Cinema Society's Phoenix Award, 1987
- Black Filmmakers Hall of Fame, 1992[1]